# Technetium (99mTc) tilmanocept
Technetium (99m Tc) tilmanocept, tên thương mại Lymphoseek, là một tác nhân chẩn đoán hình ảnh dược phẩm phóng xạ được Cục Quản lý Thực phẩm và Dược phẩm Hoa Kỳ (FDA) phê duyệt để chụp ảnh các hạch bạch huyết. Nó được sử dụng để xác định vị trí các hạch bạch huyết có thể chảy ra từ các khối u và hỗ trợ các bác sĩ xác định vị trí các hạch bạch huyết đó để loại bỏ trong quá trình phẫu thuật.